# Walter James
Walter Hartwell James KCMG (Perth, 29 maart 1863 – Perth, 3 januari 1943) was de vijfde premier van West-Australië.

## Vroege jaren
James werd in 1863 te Perth geboren. Zijn vader was Edward Senior James en zijn moeder Lucy Francisco. James werd opgeleid aan overheidsscholen en aan de 'Perth High School', de latere 'Hale School'. Zijn vader stierf toen hij 14 jaar oud was. James ging als jonge man werken op het 'De Grey Station' in de regio Pilbara.
In 1883 liep James nabij Rottnesteiland, op weg naar de Pilbara, schipbreuk. Hij besloot zijn pastorale ambities op te bergen en rechten te gaan studeren. Zijn stiefvader, George Randell, bracht hem in contact met George Leake. James studeerde rechten in Engeland. In 1888 werd hij aan de West-Australische balie toegelaten. James huwde op 21 juni 1892 de in Wales geboren Eleanora Marie Gwenifryd Hearder in de Anglicaanse kerk in Albany. In 1896 richtte hij samen met B.H. Darbyshire het advocatenkantoor 'James & Darbyshire' op.
James speelde Australian football. Australian footbal was een typische sport voor de arbeidersklasse en James associeerde de sport met egalitarisme en Australisch nationalisme. Tijdens zijn studie had hij bovendien kennis gemaakt met de strijd van de arbeiders in de Engelse industriesteden. In West-Australië hadden enkele rijke families het merendeel van het grondbezit, de rijkdom en de macht in handen. James was teleurgesteld in de conservatieve West-Australische grondwet van 1890. Hij wilde het verkiezingsproces democratiseren en de sociale ongelijkheid opheffen. Hiertoe trad hij tot verscheidene hervormingsgezinde verenigingen toe en werkte samen met vakbondsleiders als George Pearce.

## Politieke carrière
Van 1890 tot 1896 zetelde James als gemeenteraadslid in de 'Perth City Council'. Hij was in die hoedanigheid lid van de 'Central Board of Health' en de 'Perth Hospital Board'. Van 1892 tot 1898 was James lid en uiteindelijk voorzitter van de 'South Perth Roads Board'. Hij zetelde in de 'Perth District Board of Education' waar hij tegen de subsidiëring van het confessioneel onderwijs ageerde en het voor het staatsonderwijs opnam. In 1894 won hij, dankzij onder meer het onderwijsthema, de zetel voor het kiesdistrict East Perth in het West-Australische lagerhuis (En: Legislative Assembly). Het jaar erop werden de subsidies voor het confessioneel onderwijs stopgezet. Tegen 1899 werd gestart met verplicht maar gratis seculier onderwijs.
James zetelde als onafhankelijke in het parlement. Hij was voorstander van het protectionisme, voorzichtige landelijke ontwikkeling, sociale hervormingen waaronder seculier onderwijs, parlementaire vergoedingen en de achturige werkdag. James was voorstander van het vrouwenkiesrecht. In 1894 zorgde hij er door een aanpassing in de wet voor dat werkgevers zich niet meer aan het vergoeden van werkongevallen konden onttrekken. Hij probeerde dat jaar ook een wet, om goedkope Chinese arbeiders de toegang tot de arbeidsmarkt te ontzeggen, gestemd te krijgen, maar slaagde daar niet in.
In 1897 werd James herverkozen. Premier John Forrest bood hem de portefeuille van minister van justitie aan. James koos voor zijn onafhankelijkheid en weigerde. Hij vond de premier onvoldoende hervormingsgezind. James vormde een factie met vijf aanhangers en slaagde erin een sluitingsuur voor handelszaken (18u00) te verkrijgen. Hij was in de periode 1897-99 parlementair woordvoerder voor verscheidene feministische verenigingen. James' echtgenote was lid van de Karrakatta Club en de 'Women's Service Guild'. James nam in die periode ook deel aan de federale conventies van Adelaide, Sydney en Melbourne. Hij was voorstander van het toetreden tot de Australische federatie en het houden van een volksraadpleging daarover.
In 1901 werd James gevraagd tot de regering van George Leake toe te treden maar hij weigerde opnieuw. In 1902 slaagde hij erin een wet te laten goedkeuren waardoor de vakbonden werden gelegaliseerd. Nog in 1902 verbeterde hij de arbeidsongevallen- en arbitragewetgeving. James realiseerde veel van zijn politieke doelen maar zijn politieke toekomst bleef onzeker omdat hij ministeriële verantwoordelijkheid bleef weigeren. De plotselinge dood van premier Leake bracht daar verandering in.
Op 1 juli 1902 wordt James premier van West-Australië met steun van de Labor-partij. Hij diende met de federale premier van Australië over tal van disputen te onderhandelen en ijverde voor de aanleg van een transcontinentale spoorweg. In West-Australië zette James Forrests politiek verder. De goudzoekers die van de goudvelden terugkeerden werden op boerderijen gevestigd in de regio Wheatbelt waar het spoorwegnetwerk verder werd uitgebreid. Hoewel het hogerhuis veel sociale hervormingen blokkeerde behaalde James toch enkele overwinningen. Er werden wetten goedgekeurd om de omstandigheden voor gevangenen en mensen met mentale problemen te verbeteren. James beëindigde de overheidsgaranties voor private bedrijven. Hij richtte een staatshotel op en ijverde voor het ontwikkelen van banken, verzekeringsmaatschappijen, koolmijnen en slachthuizen, door de overheid.
James stichtte de mijnscholen van Coolgardie en Kalgoorlie en slaagde er in 1904 in de University Endowment Act te laten goedkeuren. Hij probeerde het kiesrecht via de grondwet aan te passen maar slaagde niet in zijn doel. Er werden slechts enkele kleinere aanpassingen aan het kiesrecht aangebracht. Voor de Labor-partij gingen de hervormingen te traag en ze begon naar de oppositie over te hellen.
Tijdens de campagne voor de verkiezingen van 1904 stelde James de kiezer voor de keus: zijn progressieve hervormingsregering of Labor. Het resultaat was onduidelijk. Labor behaalde 22 zetels, James' partij 18 zetels en de conservatieven 10 zetels. Labor koos er in augustus dat jaar echter voor met de conservatieven in zee te gaan. Het was een bittere pil voor James en hij vertrok als diplomaat naar Londen. Hij promootte er twee jaar lang het migreren naar West-Australië. Toen hij in 1907 naar Perth terugkeerde werd hij er geridderd. Partijpolitiek lag James niet. Hij kwam nog op voor de liberale partij in 1910 maar werd niet verkozen. Tijdens de Eerste Wereldoorlog steunde hij de nationalistische dienstplichtpolitiek. Op latere leeftijd, in 1935, werd hij nog voorzitter van de 'State National Party'.

## Latere carrière
Toen James na 5 jaar afwezigheid zijn gerechtelijke carrière terug wilde opnemen gaf B.H. Darbyshire zijn ontslag waardoor James met schulden achterbleef. Hij ging daarop een samenwerking met R.R. Pilkington aan. Hun advocatenkantoor was succesvol. In 1919 ging het samen met het kantoor van Edward Stone en Septimus Burt. 'Stone James & Co' werd een van de grootste advocatenkantoren van Perth. James leidde de balie tot aan zijn opruststelling in 1937.
James zetelde in 1909 in de koninklijke commissie die tot de oprichting van de Universiteit van West-Australië, waarvoor hij in 1904 grond had gereserveerd, leidde. In 1911 werd de universiteit opgericht. James werd als senator aangeduid. Van 1930 tot 1936 was hij titulair hoofd van de universiteit (En: Chancellor). In 1936 aanvaardde hij een eredoctoraat in de rechtsgeleerdheid.
In 1931 werd James ridder-commandeur in de Orde van Sint-Michaël en Sint-George. Een jaar later wees hij de aanbieding van premier James Mitchell af om luitenant-gouverneur van West-Australië te worden.

## Nalatenschap
James stierf op 3 januari 1943 en werd volgens de Anglicaanse traditie gecremeerd. Hij liet drie zonen en een dochter na.
In de universiteit van West-Australië hangt een postuum portret van de hand van W. Boissevain.
- Australian Dictionary of Biography: james-sir-walter-hartwell-6824
- Trove: 1479158
- Virtual International Authority File: 4049150749007016420007